# Ranunculus fasciculiflorus
Ranunculus fasciculiflorus är en ranunkelväxtart som beskrevs av Hj. Eichl.. Ranunculus fasciculiflorus ingår i släktet ranunkler, och familjen ranunkelväxter. Inga underarter finns listade i Catalogue of Life.